# Лазець
Лазець (словен. Lazec) — поселення в общині Лошкий Поток, регіон Південно-Східна Словенія, Словенія. Висота над рівнем моря: 802,7 м.